# Anacleto Rossi
Anacleto Rossi (Firenze, 1890 – Firenze, 1968) è stato un cantante italiano, tra i primi ad incidere tanghi in Italia.

## Biografia
Dopo aver studiato canto classico, dapprima come autodidatta e poi con lezioni di alcuni maestri, cominciò ad esibirsi negli anni venti, proponendo il suo repertorio composto in prevalenza da tanghi, rifacendosi a Carlos Gardel.
Ha svolto molteplici attività in svariati settori senza essere mai stato un cantante di professione; era di carattere molto riservato ed evitava di esibirsi in pubblico. Tuttavia incise per la Brunswick, casa discografica tedesca distribuita in Italia dalla Fonit, e per la stessa Fonit un centinaio di 78 giri, alcuni dei quali andati perduti, quasi sempre accompagnato dai Los Hidalgos.
Nel 1931 la sua canzone Machaquita venne inserita nella colonna sonora del film Stella del cinema, diretto da Mario Almirante; l'anno successivo, in Palio di Alessandro Blasetti, viene inserita la sua Oh!...fa la donna.
All'inizio degli anni quaranta si ritirò dall'attività musicale.

## Discografia parziale

### Singoli
- 1931: Come la neve/Machaquita (Brunswick, M 1341)
- 1932: Oh!...fa la donna/Valzer di sogno (Brunswick, M 1450)
- 1932: Sotto le stelle d'Argentina/Canto per te (Brunswick, M 1481)
- 1932: Signora ci diamo del tu/Tango alla luna (Brunswick, M 1482)
- 1932: Rondine/Mamma ho vent'anni (Brunswick, M 1483)
- 1932: L'edera/Rio De Janeiro (Fonit, 6069)
- 1933: Non fuggir señorita/Ninnoli d'amore (Fonit, 6109)
- 1933: Sono tre parole/A fior di labbra!... (Disco "Grammofono", HN 114)
- Schianto/Era una donna bruna (Fonit, 6024)
- Tormento/Montenegrina (Fonit, 6027)